# Allée Duguay-Trouin
L'allée Duguay-Trouin est une voie partiellement piétonne de Nantes, en France. 

## Situation et accès
Situé dans le centre-ville de Nantes, il s'agit d'un ancien quai qui bordait l'île Feydeau au nord et était baignée par un des bras de la Loire appelé « bras de la Bourse ».

## Origine du nom
en l'honneur de René Duguay-Trouin corsaire malouin dont les campagnes furent parmi les plus belles de l'histoire navale française.

## Historique

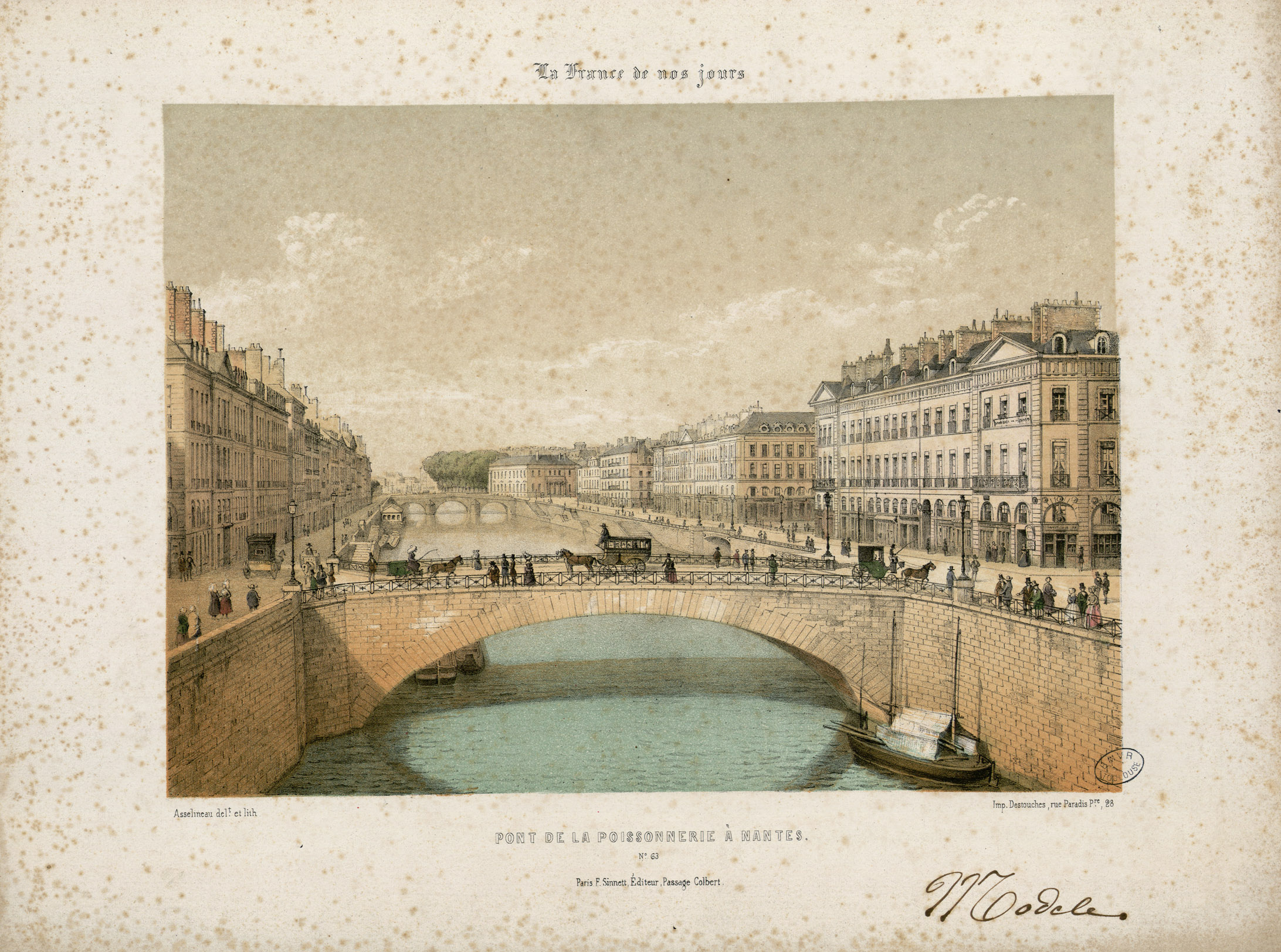
Gravure des années 1850-1870 représentant la Loire longeant, à gauche, le quai Duguay-Trouin.

Le quai est construit de 1721 à 1730, comme tous les autres quais de l'île Feydeau. Celle-ci, à l'origine, est la partie Ouest de l'île entière, et exclut l'« île de la Saulzaie », plus anciennement urbanisée. Le quai s'achève alors rue Olivier-de-Clisson (partie Ouest du futur cours Olivier-de-Clisson). En 1742, la décision est prise de prolonger le quai jusqu'au pont de la Poissonnerie (au niveau du début de l'actuelle rue Léon-Maître), englobant à cette occasion le « port Giraud », qui était alors un point de débarquement.
Le quai porta successivement les noms de : « port Giraud », « quai Geslin », « quai Rivet », « quai Duquesne », « quai de la Saulzaie », puis fut baptisé « allée Duguay-Trouin »
L'opération de comblement de la Loire menée à partir de 1926 a transformé le quai en voie de circulation routière. Après les travaux de comblement, dans les années 1920-1930, du « bras de la Bourse » qui la bordait, la voie est dénommée « allée » comme les autres quais nantais qui ont subi les mêmes transformations pour être dédiés à la circulation automobile.
L'allée est encore destinée pour une bonne part à la circulation automobile permettant la desserte des immeubles qui la bordent.

Cependant, la section située entre le cours Olivier-de-Clisson et la rue Léon-Maître a fait l'objet d'aménagements dans le cadre de la piétonisation d'une partie du cours Franklin-Roosevelt (livraison du chantier fin 2012). Ces travaux sont similaires à ceux effectués quelques années auparavant sur le quai Turenne, et entraina la reconstitution d'un quai pavé sur sa portion Est, essentiellement destiné aux piétons et aux deux-roues, bordé d'une « douve verte », constituée d'une simple pelouse, plantée de quelques arbres et arbustes.
Depuis l'automne 2012, la partie orientale de l'allée jusqu'au niveau de l'entrée du parking souterrains de la place du Commerce (à l'instar du cours des 50-Otages) est devenue une « zone à trafic limité », où seuls les cyclistes, les autobus, les véhicules en intervention et ceux des riverains, commerçants, livreurs, etc. sont autorisés à circuler.

## Bâtiments remarquables et lieux de mémoire
| Monument       | Adresse                                              | Coordonnées                        | Notice         | Protection | Date | Illustration   |
| -------------- | ---------------------------------------------------- | ---------------------------------- | -------------- | ---------- | ---- | -------------- |
| Immeuble       | 15 allée Duguay-Trouin                               | 47° 12′ 46″ nord, 1° 33′ 24″ ouest | « PA00108688 » | Inscrit    | 1984 | Immeuble       |
| Maison Charron | 17 allée Duguay-Trouin 1 place de la Petite-Hollande | 47° 12′ 45″ nord, 1° 33′ 27″ ouest | « PA00108727 » | Inscrit    | 1984 | Maison Charron |

## Rues latérales secondaires

### Rue Balen
La rue possède un escalier à chacune de ses extrémités, et n’était pas une voie publique avant 1838. À son extrémité se trouve rue Basse-Saulzaie qui lui est perpendiculaire. Sur son côté Est, elle rencontre la rue Haute-Saulzaie.

Pour Édouard Pied, sa dénomination évoque peut-être le peintre Hendrick van Balen .
Localisation : 47° 12′ 49″ N, 1° 33′ 16″ O

### Rue Basse-Saulzaie
La voie débute à l'extrémité de la rue Balen et se retrouve en impasse. Son nom évoque l'ancienne île de la Saulzaie sur laquelle la rue est établie.
Localisation : 47° 12′ 49″ N, 1° 33′ 15″ O